# Verneiges
Verneiges est une commune française située dans le département de la Creuse, en région Nouvelle-Aquitaine.

## Géographie

### Généralités

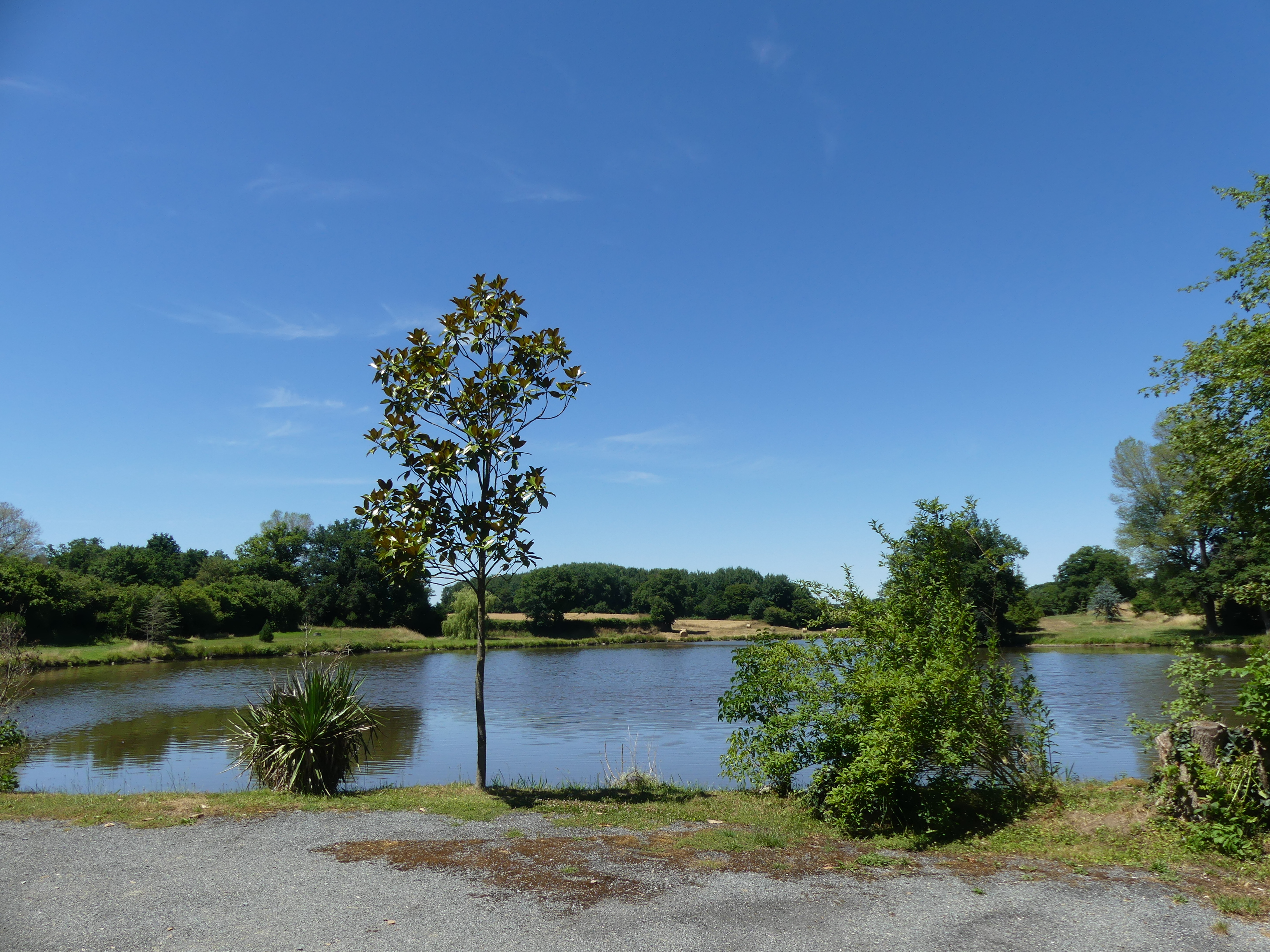
Étang privé au nord du bourg.

Dans le quart nord-est du département de la Creuse, la commune rurale de Verneiges s'étend sur 7,59 km2. Elle est arrosée par la Verneigette — un affluent de la Voueize — sur plus de quatre kilomètre et demi, et par plusieurs de ses affluents.
L'altitude minimale avec 397 mètres est située dans le sud-est, là où la Verneigette quitte le territoire communal et entre sur celui d'Auge. L'altitude maximale, 453 mètres, est atteinte près du rond-point nord de l'échangeur no 42 d'accès à la route nationale (RN) 145.
Traversé par la route départementale (RD) 66, le petit bourg de Verneiges est situé 37 kilomètres à l'est-nord-est de Guéret, la préfecture, et autant au nord-nord-est d'Aubusson, la sous-préfecture.
Le territoire communal est également desservi par les RD 100 et 917, ainsi que par la RN 145 qui traverse le sud du territoire communal en deux tronçons, sur une centaine de mètres.

### Communes limitrophes
Verneiges est limitrophe de cinq autres communes.
Les communes limitrophes sont Auge, Bord-Saint-Georges, Lépaud, Nouhant et Soumans.
|                    | Soumans   |         |
| Bord-Saint-Georges | Verneiges | Nouhant |
|                    | Auge      | Lépaud  |

### Climat
Pour des articles plus généraux, voir Climat de la Nouvelle-Aquitaine et Climat de la Creuse.
Historiquement, la commune est exposée à un climat montagnard.  
En 2020, Météo-France publie une typologie des climats de la France métropolitaine dans laquelle la commune est exposée à un climat de montagne et est dans la région climatique  Ouest et nord-ouest du Massif Central, caractérisée par une pluviométrie annuelle de 900 à 1 500 mm, maximale en automne et en hiver.
Pour la période 1971-2000, la température annuelle moyenne est de 10,4 °C, avec une amplitude thermique annuelle de 15,1 °C. Le cumul annuel moyen de précipitations est de 864 mm, avec 11,5 jours de précipitations en janvier et 7,5 jours en juillet. Pour la période 1991-2020, la température moyenne annuelle observée sur la station météorologique la plus proche, située sur la commune de Boussac à 13 km à vol d'oiseau, est de 11,0 °C et le cumul annuel moyen de précipitations est de 896,4 mm,. Pour l'avenir, les paramètres climatiques de la commune estimés pour 2050 selon différents scénarios d'émission de gaz à effet de serre sont consultables sur un site dédié publié par Météo-France en novembre 2022.

### Milieux naturels et biodiversité

#### Espaces protégés
La protection réglementaire est le mode d'intervention le plus fort pour préserver des espaces naturels remarquables et leur biodiversité associée.
En 2025, il n'existe aucune aire protégée sur le territoire communal.

## Urbanisme

### Typologie
Au 1er janvier 2024, Verneiges est catégorisée commune rurale à habitat très dispersé, selon la nouvelle grille communale de densité à 7 niveaux définie par l'Insee en 2022.
Elle est située hors unité urbaine. Par ailleurs la commune fait partie de l'aire d'attraction de Montluçon, dont elle est une commune de la couronne,. Cette aire, qui regroupe 58 communes, est catégorisée dans les aires de 50 000 à moins de 200 000 habitants,.

### Occupation des sols
L'occupation des sols de la commune, telle qu'elle ressort de la base de données européenne d’occupation biophysique des sols Corine Land Cover (CLC), est marquée par l'importance des territoires agricoles (99,8 % en 2018), une proportion sensiblement équivalente à celle de 1990 (99,6 %). La répartition détaillée en 2018 est la suivante : 
prairies (63,8 %), zones agricoles hétérogènes (24,5 %), terres arables (11,5 %), forêts (0,2 %). L'évolution de l’occupation des sols de la commune et de ses infrastructures peut être observée sur les différentes représentations cartographiques du territoire : la carte de Cassini (XVIIIe siècle), la carte d'état-major (1820-1866) et les cartes ou photos aériennes de l'IGN pour la période actuelle (1950 à aujourd'hui).

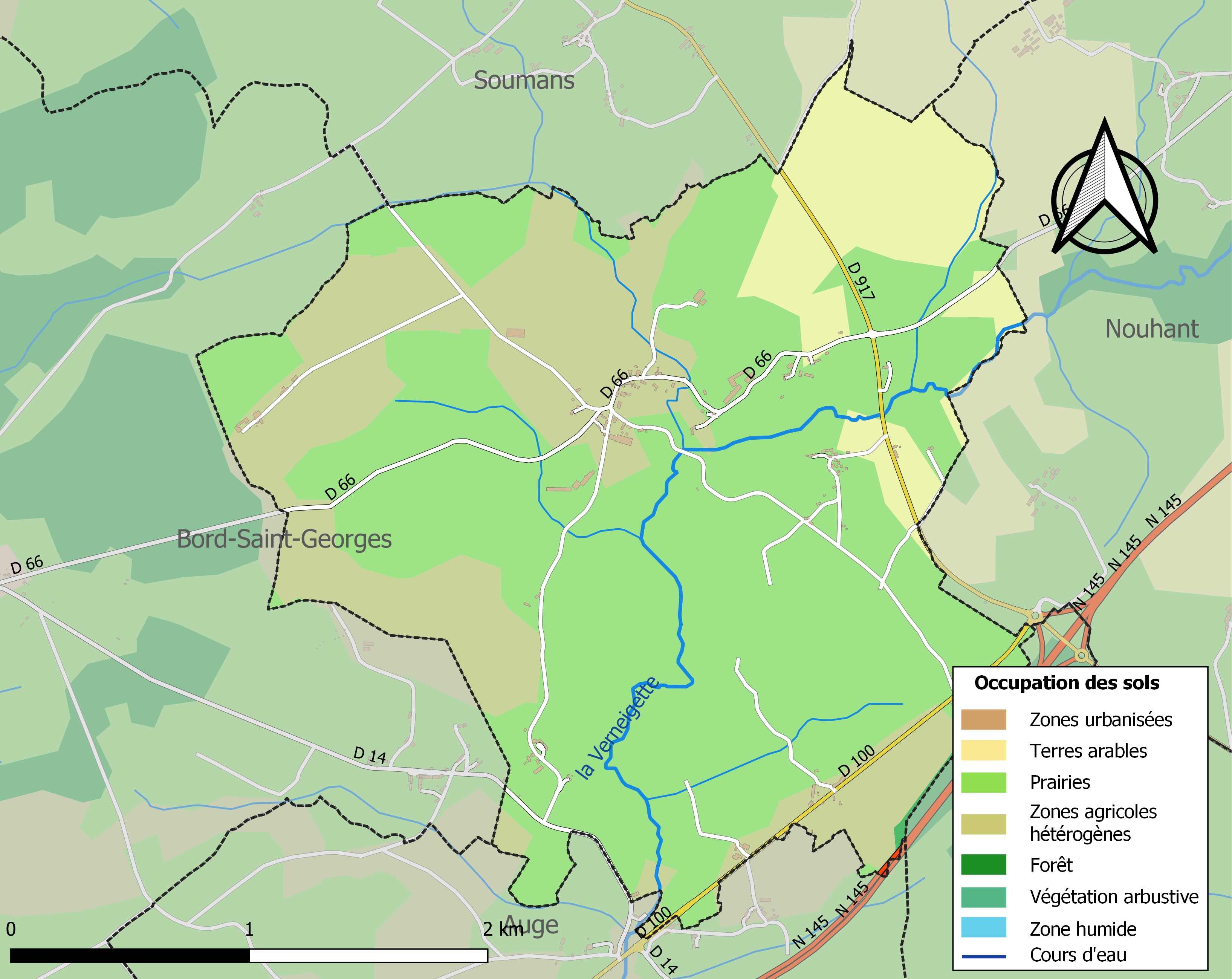
Carte des infrastructures et de l'occupation des sols de la commune en 2018 (CLC).

### Villages, hameaux et lieux-dits
Outre le petit bourg de Verneiges proprement dit, le territoire communal se compose de villages ou de hameaux, ainsi que de lieux-dits :
- l'Arbre de la Croix
- les Bordes
- Brande de Verneiges
- les Brandes
- Chantaupriot
- Châteauvert
- la Chaussade Blanche
- le Cher
- les Communaux
- le Courtiou
- le Courtioux
- les Fayes
- Fontaline
- Hôtel du Berry
- Les Loges des Brandes de Verneiges
- le Mas
- le Moulin
- le Pâtural
- le Pâtural de la Claie
- les Pouges
- les Poumeroux
- le Puy de la Savie
- les Tourailles.

### Risques majeurs
Le territoire de la commune de Verneiges est vulnérable à différents aléas naturels : météorologiques (tempête, orage, neige, grand froid, canicule ou sécheresse) et séisme (sismicité faible). Il est également exposé à un risque technologique,  le transport de matières dangereuses. Un site publié par le BRGM permet d'évaluer simplement et rapidement les risques d'un bien localisé soit par son adresse soit par le numéro de sa parcelle.

#### Risques naturels

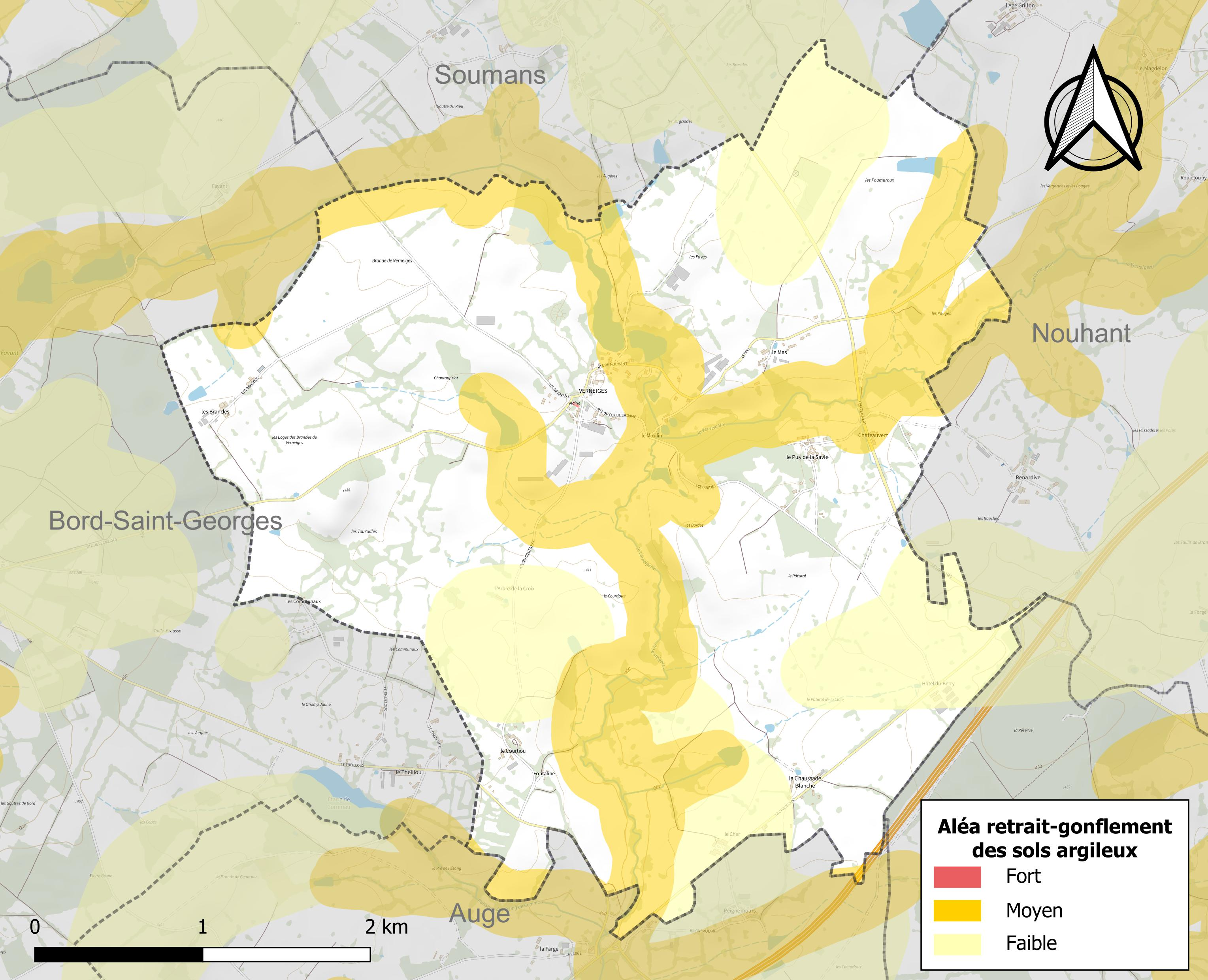
Carte des zones d'aléa retrait-gonflement des sols argileux de Verneiges.

Le retrait-gonflement des sols argileux est susceptible d'engendrer des dommages importants aux bâtiments en cas d’alternance de périodes de sécheresse et de pluie. 27,9 % de la superficie communale est en aléa moyen ou fort (33,6 % au niveau départemental et 48,5 % au niveau national). Sur les 69 bâtiments dénombrés sur la commune en 2019,  19 sont en aléa moyen ou fort, soit 28 %, à comparer aux 25 % au niveau départemental et 54 % au niveau national. Une cartographie de l'exposition du territoire national au retrait gonflement des sols argileux est disponible sur le site du BRGM,.
Par ailleurs, afin de mieux appréhender le risque d’affaissement de terrain, l'inventaire national des cavités souterraines permet de localiser celles situées sur la commune.
La commune a été reconnue en état de catastrophe naturelle au titre des dommages causés par les inondations et coulées de boue survenues en 1982 et 1999. Concernant les mouvements de terrains, la commune a été reconnue en état de catastrophe naturelle au titre des dommages causés par des mouvements de terrain en 1999.

#### Risques technologiques
Le risque de transport de matières dangereuses sur la commune est lié à sa traversée par une ou des infrastructures routières ou ferroviaires importantes ou la présence d'une canalisation de transport d'hydrocarbures. Un accident se produisant sur de telles infrastructures est susceptible d’avoir des effets graves sur les biens, les personnes ou l'environnement, selon la nature du matériau transporté. Des dispositions d’urbanisme peuvent être préconisées en conséquence.

## Toponymie
Sur la carte de Cassini représentant la France entre 1756 et 1789, le village est identifié sous le nom de Verneige.
En occitan, la commune porte le nom de Vernejas.

## Histoire
Verneiges fait partie des très nombreuses communes créées dans les débuts de la Révolution française.

## Politique et administration

### Liste des maires

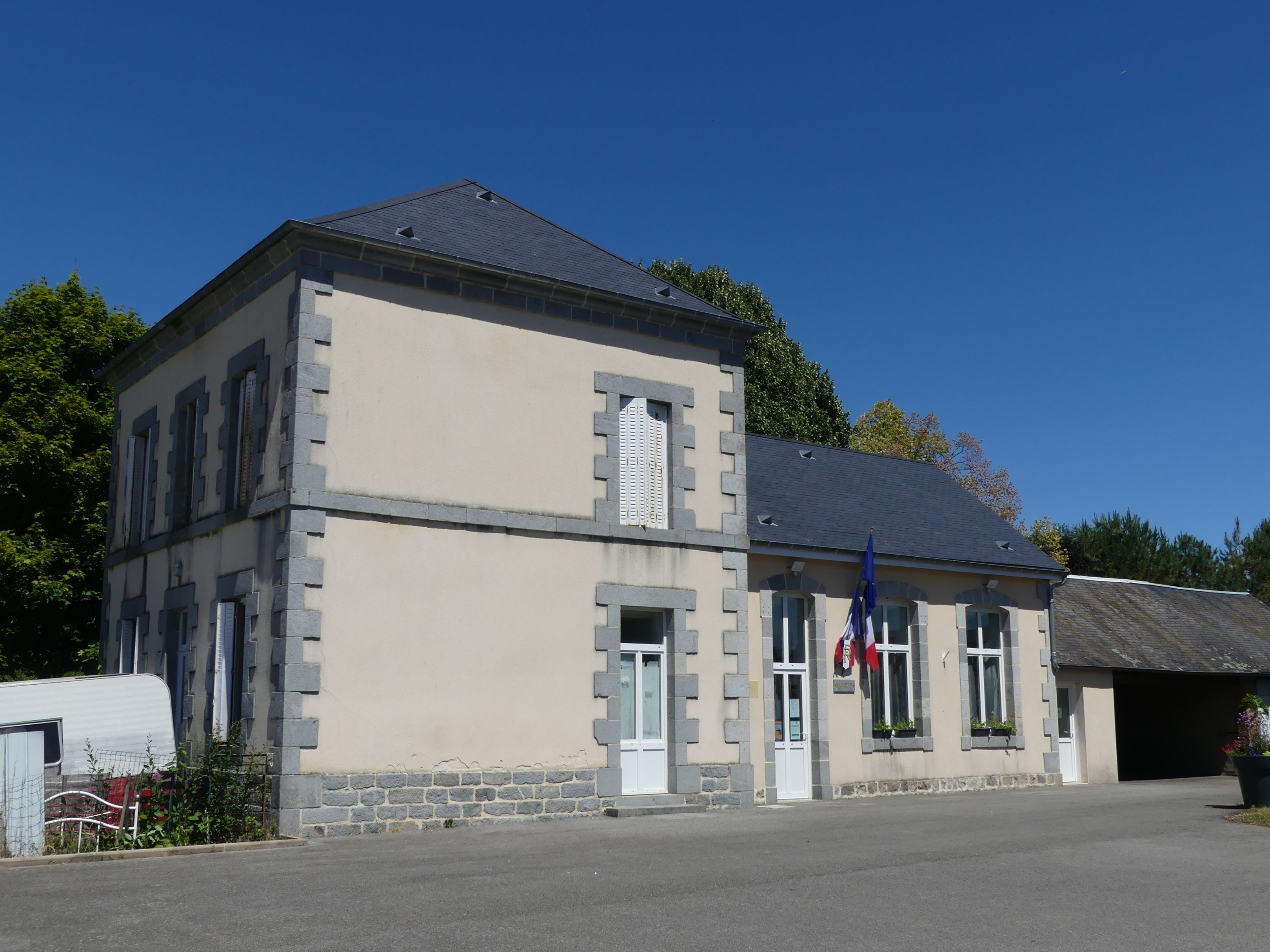
La mairie en 2025.

| Période                                  | Période      | Identité         | Étiquette | Qualité     |
| ---------------------------------------- | ------------ | ---------------- | --------- | ----------- |
| Les données manquantes sont à compléter. |              |                  |           |             |
|                                          |              |                  |           |             |
| mars 2001                                | juillet 2020 | Gilles Chassagne | DVD       | Agriculteur |
| juillet 2020                             | En cours     | Mathieu Zanetta  |           |             |

## Démographie
L'évolution du nombre d'habitants est connue à travers les recensements de la population effectués dans la commune depuis 1793. Pour les communes de moins de 10 000 habitants, une enquête de recensement portant sur toute la population est réalisée tous les cinq ans, les populations de référence des années intermédiaires étant quant à elles estimées par interpolation ou extrapolation. Pour la commune, le premier recensement exhaustif entrant dans le cadre du nouveau dispositif a été réalisé en 2004.

En 2022, la commune comptait 124 habitants, en évolution de +11,71 % par rapport à 2016 (Creuse : −3,32 %, France hors Mayotte : +2,11 %).
| 1793 | 1800 | 1806 | 1821 | 1831 | 1836 | 1841 | 1846 | 1851 |
| ---- | ---- | ---- | ---- | ---- | ---- | ---- | ---- | ---- |
| 169  | 177  | 160  | 194  | 243  | 266  | 258  | 281  | 258  |

| 1856 | 1861 | 1866 | 1872 | 1876 | 1881 | 1886 | 1891 | 1896 |
| ---- | ---- | ---- | ---- | ---- | ---- | ---- | ---- | ---- |
| 256  | 247  | 235  | 260  | 261  | 249  | 249  | 221  | 219  |

| 1901 | 1906 | 1911 | 1921 | 1926 | 1931 | 1936 | 1946 | 1954 |
| ---- | ---- | ---- | ---- | ---- | ---- | ---- | ---- | ---- |
| 218  | 214  | 202  | 198  | 187  | 175  | 163  | 164  | 200  |

| 1962 | 1968 | 1975 | 1982 | 1990 | 1999 | 2004 | 2006 | 2009 |
| ---- | ---- | ---- | ---- | ---- | ---- | ---- | ---- | ---- |
| 177  | 143  | 120  | 95   | 71   | 86   | 88   | 90   | 100  |

| 2014 | 2019 | 2022 | - | - | - | - | - | - |
| ---- | ---- | ---- | - | - | - | - | - | - |
| 112  | 120  | 124  | - | - | - | - | - | - |

## Culture locale et patrimoine

### Lieux et monuments
- La chapelle Saint-Christophe a été édifiée en béton et granit dans les années 1950, en remplacement d'une église vétuste, détruite au XIXe siècle[25].

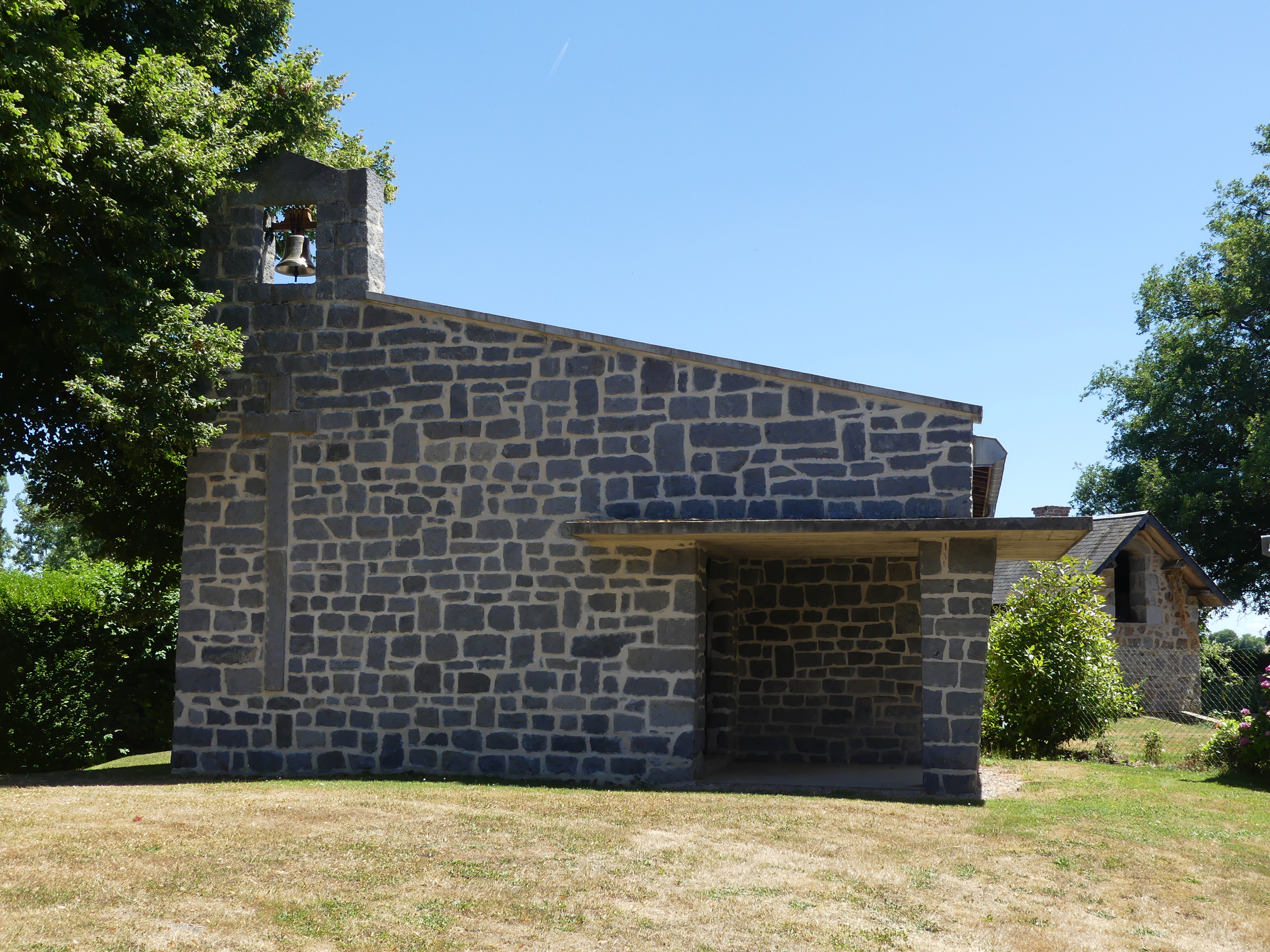
La chapelle Saint-Christophe.
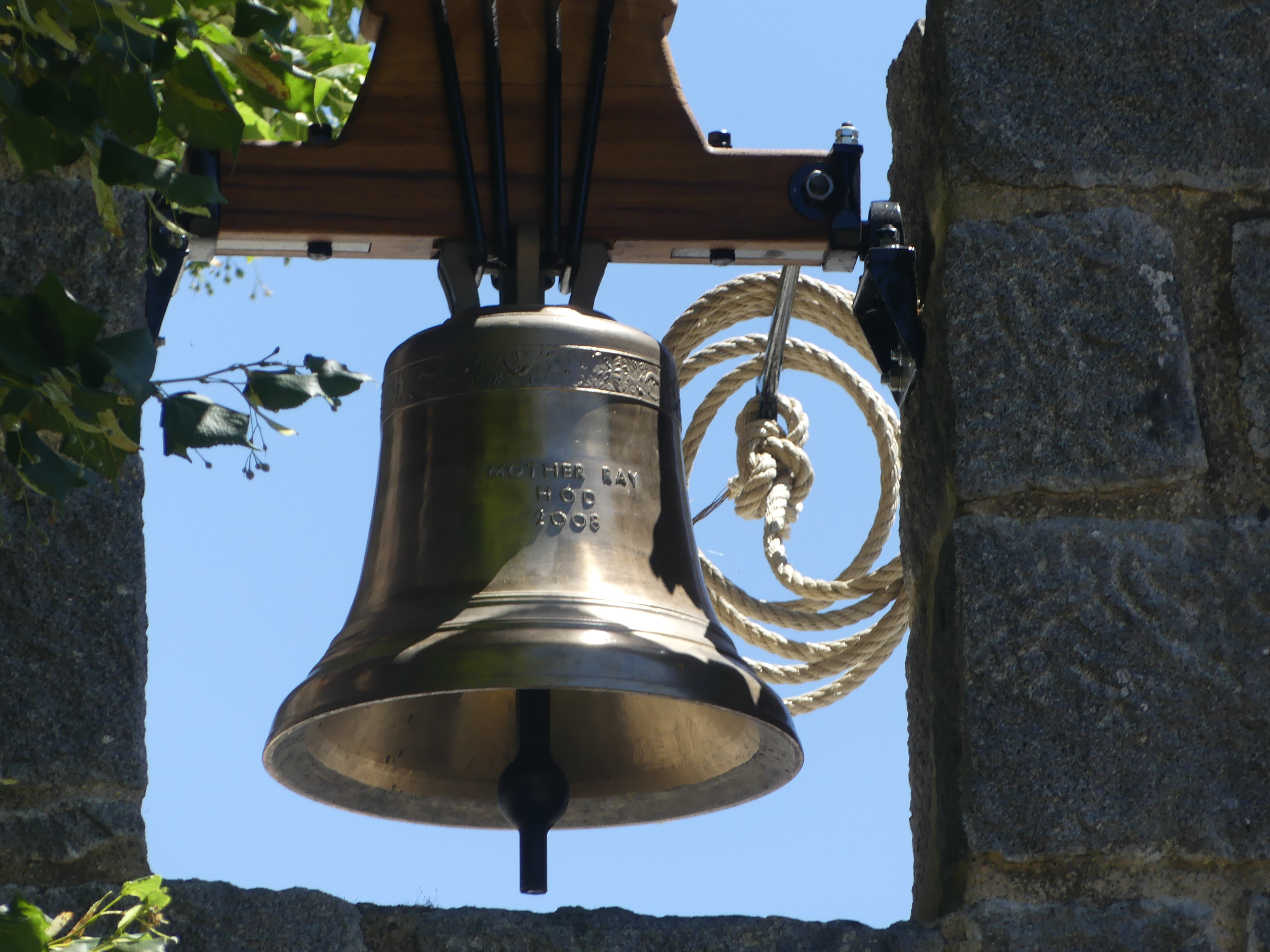
Sa cloche.
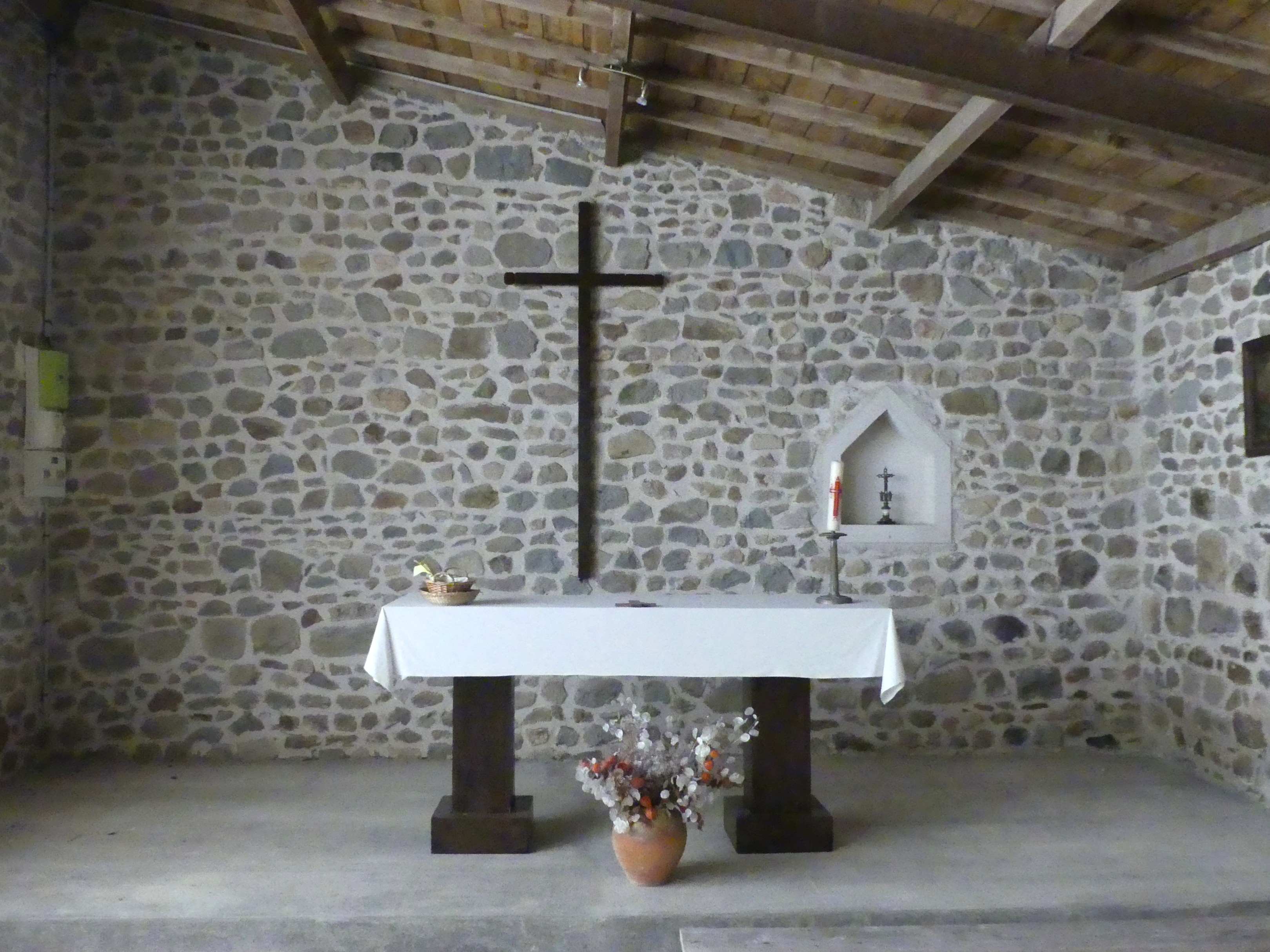
Son autel.
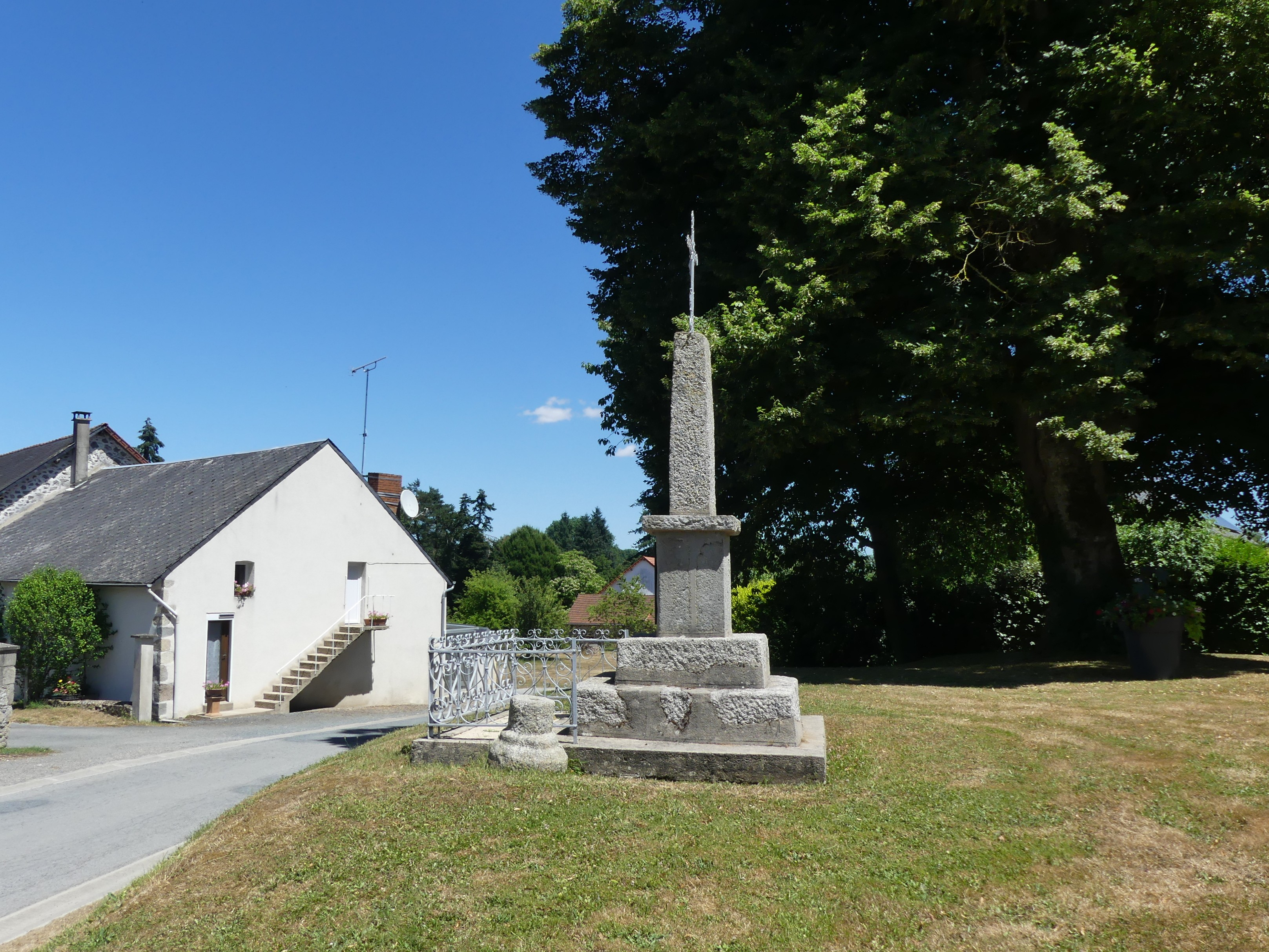
Le monument aux morts.
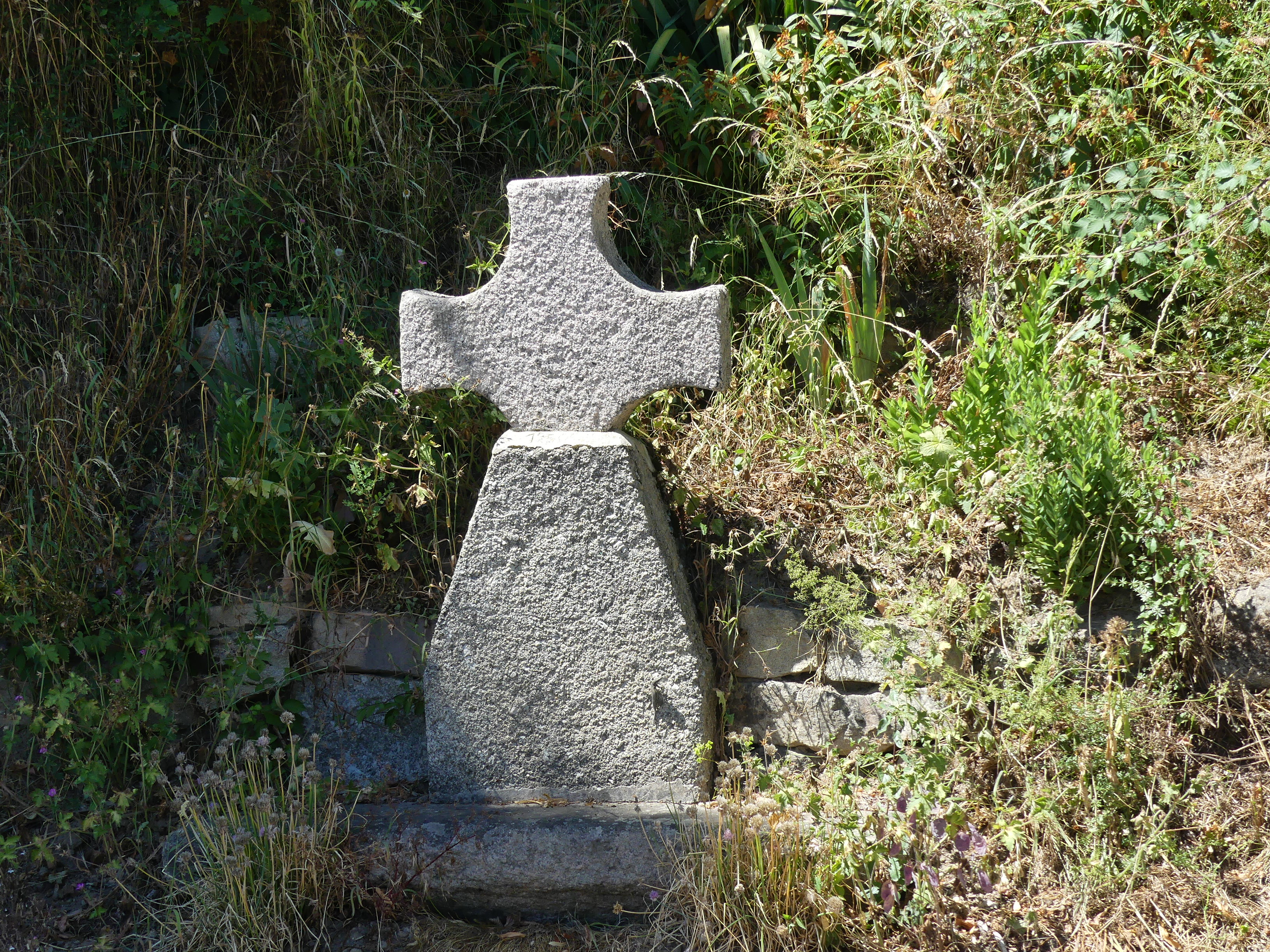
Croix du bourg, en bordure de la RD 66.

### Personnalités liées à la commune
* Françoise Chandernagor y vit depuis les années 1980. Elle y a écrit son livre L'Or des rivières qui fait découvrir, entre autres, son village.[réf. nécessaire]

### Héraldique
Pour un article plus général, voir Armorial des communes de la Creuse.
| Blason de Verneiges | Blason  | Tiercé en pairle renversé : au 1er d'or à la feuille de vergne de sinople posée en barre, au 2e d'azur à la croix alésée aux extrémités pattées d'or, au 3e de gueules au lion léopardé d'argent. |
| Blason de Verneiges | Détails | Verneiges : Armes parlantes. (feuille de vergne). Le statut officiel du blason reste à déterminer.                                                                                                |